# Waldsee (Berlin)
Der Waldsee ist ein isoliertes Wassergebiet im Ortsteil Hermsdorf des Berliner Bezirks Reinickendorf mit einer Fläche von 2,5 Hektar.
Der ursprünglich eiszeitliche Teich hieß früher auch Sandsee. 1906 erwarb die „Hermsdorfer Boden-Aktiengesellschaft“ Liegenschaften von den Erben des Hermsdorfer Rittergutbesitzers Ludwig Lessing, nach dem die Wasserfläche zeitweilig auch Lessingsee genannt wurde. In der Folgezeit (1908–1914) legte die Baugesellschaft durch die Führung der Straßen und die architektonische Gestaltung der Landhäuser das sogenannte „Waldseeviertel“ an. Ein Bebauungsplan von 1911 räumte dabei künstlerischen vor kommerziellen Gesichtspunkten Vorrang ein, wozu der Waldsee ausgebaggert und mit einer Parkanlage (Lessingpark) umgeben wurde, um mit dem Ensemble von Park und See das Interesse von Parzellenkäufern zu wecken. Zu diesem Zweck wurde der See als vorgesehener Glanzpunkt des Waldseeviertels vergrößert, sein Ufer mit seltenen Bäumen bepflanzt, von denen heute noch mehrere Sumpfzypressen erhalten geblieben sind, und eine Ruderbootanlegestege mit der sogenannten „Waldseehalle“ angelegt. Die mit Märchenbildern ausgeschmückte Trinkhalle errichtete man am Südufer des Sees, wo zuvor eine kleine Schankwirtschaft stand. An der Stelle befand sich seit 1959 eine mittlerweile ebenfalls abgetragene Regenschutzhütte. Die Pläne der Hermsdorfer Baugesellschaft, mit Waldseepark und dem angrenzenden Cecilienplatz ein neues Ortszentrum zu schaffen, wurden jedoch durch mangelnde Zusammenarbeit mit der Nachbargemeinde Glienicke und vermutlich auch den Ausbruch des Ersten Weltkriegs verhindert. In der Nähe des Sees Richtung Glienicke liegt die nach dem Zweiten Weltkrieg angelegte „Behelfsheim-Siedlung“ für Berliner, deren Wohnungen im Luftkrieg ausgebombt waren. Prominenter Anwohner war der Schriftsteller Erich Kästner, der 1964–1966 mit seiner damaligen Lebensgefährtin und Sohn in einer Doppelhaushälfte (Parkstraße 3a) lebte. Heute ist der Waldsee bei Joggern, Spaziergängern und – mit seinem Spielplatz – bei Kindern beliebt.

## Ökologische Situation
Um ein ökologisches Umkippen des Sees zu verhindern, wurde dieser in den Jahren 2016/2017 von bis zu 2 1⁄2 Meter dicken Sedimentablagerungen und Schmutzfrachten entschlammt, die durch den Ceciliengraben und drei Leitungen aus der Regenwasserkanalisation in den See gelangen.